# Lully (Alta Saboya)
 Lully  es una comuna y población de Francia, en la región de Ródano-Alpes, departamento de Alta Saboya, en el distrito de Thonon-les-Bains y cantón de Douvaine.
Su población en el censo de 1999 era de 508 habitantes.
No está integrada en ninguna Communauté de communes.